# Communauté de communes Entre Juine et Renarde
Die Communauté de communes Entre Juine et Renarde (CCEJR) ist ein französischer Gemeindeverband mit der Rechtsform einer Communauté de communes im Département Essonne in der Region Île-de-France. Sie wurde am 27. Oktober 2003 gegründet und umfasst 16 Gemeinden. Der Verwaltungssitz befindet sich im Ort Étréchy.

## Mitgliedsgemeinden
| Gemeinde                                      | Einwohner 1. Januar 2022 | Fläche km² | Dichte Einw./km² | Code INSEE | Postleitzahl |
| --------------------------------------------- | ------------------------ | ---------- | ---------------- | ---------- | ------------ |
| Auvers-Saint-Georges                          | 1.250                    | 12,99      | 96               | 91038      | 91580        |
| Boissy-le-Cutté                               | 1.343                    | 4,58       | 293              | 91080      | 91590        |
| Boissy-sous-Saint-Yon                         | 3.855                    | 8,04       | 479              | 91085      | 91790        |
| Bouray-sur-Juine                              | 2.077                    | 7,23       | 287              | 91095      | 91850        |
| Chamarande                                    | 1.104                    | 5,74       | 192              | 91132      | 91730        |
| Chauffour-lès-Étréchy                         | 135                      | 4,80       | 28               | 91148      | 91580        |
| Étréchy                                       | 6.926                    | 14,06      | 493              | 91226      | 91580        |
| Janville-sur-Juine                            | 1.997                    | 10,67      | 187              | 91318      | 91510        |
| Lardy                                         | 5.572                    | 7,63       | 730              | 91330      | 91510        |
| Mauchamps                                     | 379                      | 3,16       | 120              | 91378      | 91730        |
| Saint-Sulpice-de-Favières                     | 271                      | 4,37       | 62               | 91578      | 91910        |
| Saint-Yon                                     | 914                      | 4,66       | 196              | 91581      | 91650        |
| Souzy-la-Briche                               | 484                      | 7,33       | 66               | 91602      | 91580        |
| Torfou                                        | 277                      | 3,50       | 79               | 91619      | 91730        |
| Villeconin                                    | 768                      | 14,45      | 53               | 91662      | 91580        |
| Villeneuve-sur-Auvers                         | 595                      | 7,07       | 84               | 91671      | 91580        |
| Communauté de communes Entre Juine et Renarde | 27.947                   | 120,28     | 232              | –          | –            |